# Kridt (geologisk periode)
 For alternative betydninger, se Kridt (flertydig). (Se også artikler, som begynder med Kridt)
Kridt eller Kridttiden er den geologiske periode, der går fra 145,5 til 65,5 millioner år siden. Starten på Kridt defineres som den første optræden af ammonitten Berriasella jacobi. Kridttiden er opdelt i to epoker: Tidlig og Sen Kridt, der skiller ved 99,6 mio. år siden. Grænsen er bestemt ved første optræden af den planktoniske foraminifer Rotalipora globotruncanoides.
Kridt er den sidste del af Mesozoikum. Mesozoikum omfatter også Trias og Jura. I Kridttiden var klimaet varmere end i dag. Blomsterplanterne bredte sig, og i dyreverdenen var dinosaurerne dominerende.
Under det meste af Danmark findes vældige havaflejringer fra Kridt. De kommer til syne bl.a. ved Møns Klint og på Stevns. Kridt skyldes aflejringer af mikroskopiske kokkolitter, der drysser af specielle gul-alger. Disse opstod først i midten af Kridttiden, så den første halvdel af Kridt var 'kridtløs'. Til gengæld blev der aflejret kridt længe efter, at Kridttiden var ophørt.
Måske afsluttedes kridttiden med en global katastrofe i form af det gigantiske Chicxulub-meteornedslag på den nuværende Yucatán-halvø i Mexico. Et specielt fiskelerslag med et forhøjet iridium-indhold, markerer den såkaldte "K/Pg-grænse" der betegner grænsen mellem Kridt og Palæogen.